# Serie A 1974 (calcio femminile)
La Serie A 1974 è stata la settima edizione del campionato italiano di Serie A femminile di calcio.
Il Falchi Astro ha conquistato il suo primo scudetto. Il titolo di capocannoniere della Serie A è andato a Elisabetta Vignotto, calciatrice della Gamma 3 Padova, autrice di 24 gol. Il Cagliari è stato retrocesso in Interregionale 1975. L'Assicurazioni Firs Messina è stata esclusa alla quinta giornata di ritorno per inadempienze finanziarie, c.u. n.25. Al termine del campionato il Falchi Astro ha rinunciato al campionato di Serie A e si è iscritto alla Serie B Toscana. Anche il Pordenone MobilGradisca ha rinunciato alla Serie A per iscriversi in Interregionale.

## Stagione

### Novità
Al termine della stagione 1973 la Fiorentina Pool e l'U.P.I.M. Catania sono stati retrocessi in Serie A Interregionale 1974. Dalla Serie A Interregionale 1973 sono stati promossi il Valdobbiadene e l'Alaska Veglie, finalisti per il titolo di campione della Serie A Interregionale.
La Presidenza Federale con comunicato ufficiale n. 11 del 9 febbraio 1974, preso atto della rinuncia al campionato da parte del Cebora Bologna e dell'A.C.F. Roma le cancellò dal ruolo del campionato di Serie A 1974. Successivamente, con c.u. n.15 del 21 febbraio 1974 reinserì nel ruolo di Serie A 1974 il Cebora Bologna che aveva superato una momentanea difficoltà finanziaria.
Avvengono i seguenti cambi di denominazione e sede:
- da A.C.F. Alaska di Veglie ad A.C.F. Alaska di Lecce;
- da Capellini Mobili Piacenza A.C.F. a Sisal Moquettes Piacenza A.C.F.;
- da Cebora Bologna C.F. a Pol. Bologna Eurovox.

Avvengono inoltre le seguenti fusioni:
- A.C.F. Milano e A.C.F. Ambrosiana Milano in A.C.F. Italux Ambrosiana Milano (su comunicato F.I.G.C.F.);
- C.F. Peco Bergamo e A.C.F. Italux Ambrosiana Milano in U.S.F. Lombarda Calcio di Milano (c.u. n.11 del 9 febbraio 1974).

### Formula
Le 12 squadre partecipanti si affrontano in un girone all'italiana con partite di andata e ritorno per un totale di 22 giornate. Le ultime due classificate retrocedono in Interregionale.

## Squadre partecipanti
| Club                           | Città                  | Stagione precedente                   |
| ------------------------------ | ---------------------- | ------------------------------------- |
| Alaska Lecce                   | Lecce                  | Finalista in Serie A Interregionale   |
| Assicurazioni Firs Messina     | Messina                | 5º posto in Serie A/A                 |
| Bologna Eurovox                | Bologna                | 6º posto in Serie A/B                 |
| Cagliari                       | Cagliari               | 6º posto in Serie A/A                 |
| Falchi Astro Montecatini       | Montecatini Terme (PT) | 2º posto nel girone finale di Serie A |
| Gamma 3 Padova                 | Padova                 | Campione d'Italia                     |
| ACF Juventus                   | Torino                 | 4º posto in Serie A/B                 |
| Lazio Lubiam                   | Roma                   | 4º posto nel girone finale di Serie A |
| Lombarda Calcio                | Milano                 | -                                     |
| A.C.F. Pordenone MobilGradisca | Pordenone              | 6º posto nel girone finale di Serie A |
| Sisal Moquettes Piacenza       | Piacenza               | 3º posto nel girone finale di Serie A |
| Valdobbiadene                  | Valdobbiadene (TV)     | Finalista in Serie A Interregionale   |

## Classifica finale
|  | Pos. | Squadra                    | Pt  | G  | V  | N  | P  | GF | GS | DR  |
|  | ---- | -------------------------- | --- | -- | -- | -- | -- | -- | -- | --- |
|  | 1.   | Falchi Astro Montecatini   | 34  | 20 | 16 | 2  | 2  | 44 | 16 | +28 |
|  | 2.   | Gamma 3 Padova             | 31  | 20 | 13 | 5  | 2  | 52 | 14 | +38 |
|  | 3.   | Lazio Lubiam               | 29  | 20 | 12 | 5  | 3  | 32 | 16 | +16 |
|  | 4.   | Alaska Lecce               | 19  | 20 | 8  | 4  | 8  | 27 | 24 | +3  |
|  | 5.   | Lombarda Calcio            | 18  | 20 | 7  | 4  | 9  | 29 | 33 | -4  |
|  | 6.   | Pordenone MobilGradisca    | 17  | 20 | 5  | 7  | 8  | 23 | 28 | -5  |
|  | 7.   | Sisal Moquettes Piacenza   | 16  | 20 | 7  | 3  | 10 | 25 | 28 | -3  |
|  | 8.   | Valdobbiadene              | 16  | 20 | 5  | 6  | 9  | 22 | 28 | -6  |
|  | 9.   | ACF Juventus               | 15  | 20 | 4  | 7  | 9  | 21 | 34 | -13 |
|  | 10.  | Bologna Eurovox            | 13  | 20 | 4  | 5  | 11 | 25 | 44 | -19 |
|  | 11.  | Cagliari                   | 10  | 20 | 2  | 6  | 12 | 12 | 47 | -35 |
|  | ---  | Assicurazioni Firs Messina | --- | -- | -- | -- | -- | -- | -- | --  |

Legenda:

      Campione d'Italia
      Retrocesse in Interregionale 1975
Note:

Due punti a vittoria, uno a pareggio, zero a sconfitta.

## Risultati

### Calendario
| andata      | 1ª giornata            | ritorno    |
| 10 mar 1974 |                        | 9 giu 1974 |
| 0-1         | Lombarda-MG Pordenone  | 1-0        |
| rinv        | Cagliari-Valdobbiadene | 1-6        |
| 1-2         | Firs Ass.ME-Juventus   | 1-7        |
| 1-2         | Falchi Astro-Lazio L.  | 1-2        |
| 0-5         | Eurovox BO-Gamma 3 PD  | 2-7        |
| 0-1         | Alaska LE-Sisal PC     | 2-0        |

| andata      | 4ª giornata            | ritorno     |
| 31 mar 1974 |                        | 30 giu 1974 |
| 0-0         | Gamma 3-Lazio Lubiam   | 0-0         |
| 0-1         | Valdobbiadene-Falchi   | 0-2         |
| 1-1         | Alaska LE-MG Pordenone | rinv        |
| 4-0         | Sisal PC-Eurovox BO    | 0-1         |
| 0-1         | Juventus-Lombarda      | 1-1         |
| 2-0*        | Cagliari-Firs Ass. ME  | rinv        |

| andata      | 7ª giornata           | ritorno     |
| 26 mag 1974 |                       | 28 lug 1974 |
| 2-0         | MG Pordenone-Juventus | 1-1         |
| 2-0         | Gamma 3-Valdobbiadene | 4-0         |
| 4-1         | Lombarda-Cagliari     | 3-3         |
| 2-5         | Eurovox-Alaska LE     | 1-2         |
| 6-0         | Falchi A.-Firs Ass.ME | n.d.        |
| 2-0         | Sisal PC-Lazio Lubiam | 1-3         |

| andata      | 10ª giornata         | ritorno    |
| 12 mag 1974 |                      | 6 ott 1974 |
| 2-0         | MG Pordenone-Eurovox | 2-3        |
| 0-2         | Valdobbiadene-Sisal  | 0-1        |
| 0-1         | Cagliari-Juventus    | 0-2        |
| 1-2         | Alaska-Lazio Lubiam  | 0-2        |
| rinv        | Firs Ass.ME-Gamma 3  | n.d.       |
| 3-0         | Falchi A.-Lombarda   | 1-0        |

| andata      | 2ª giornata           | ritorno     |
| 17 mar 1974 |                       | 16 lug 1974 |
| rinv        | Gamma 3 PD-Lombarda   | 1-3         |
| 0-0         | Valdobbiadene-Alaska  | 1-2         |
| 15-0        | Sisal PC-Firs Ass.ME  | 2-0*        |
| 0-3         | Juventus-Falchi Astro | 2-2         |
| 2-1         | Lazio Lubiam-Eurovox  | 0-2         |
| 3-3         | MG Pordenone-Cagliari | 1-1         |

| andata     | 5ª giornata           | ritorno    |
| 7 apr 1974 |                       | 7 lug 1974 |
| 3-1        | Lazio L.-MG Pordenone | 1-0        |
| 2-2        | Eurovox-Valdobbiadene | 2-2        |
| rinv       | Firs Ass.ME-Alaska LE | c.u.25     |
| 0-3        | Lombarda-Sisal PC     | 4-2        |
| 0-1        | Juventus-Gamma 3 PD   | 1-3        |
| 2-0        | Falchi A.-Cagliari    | 4-1        |

| andata      | 8ª giornata            | ritorno    |
| 26 giu 1974 |                        | 7 set 1974 |
| 1-2         | Sisal PC-Juventus      | rinv       |
| 0-0         | Valdobbiadene-Lazio    | 0-2        |
| 0-3         | Cagliari-Gamma 3 PD    | 0-8        |
| 3-1         | Alaska LE-Lombarda     | rinv       |
| 1-0         | Firs Ass.ME-Eurovox BO | n.d.       |
| 3-2         | Falchi A.-MG Pordenone | rinv       |

| andata     | 11ª giornata             | ritorno     |
| 2 giu 1974 |                          | 13 ott 1974 |
| 1-1        | Lombarda-Eurovox BO      | 2-1         |
| 1-1        | Pordenone-Valdobbiadene  | 0-2         |
| 3-0        | Sisal PC-Cagliari        | 0-2*        |
| 1-2        | Juventus-Alaska LE       | 1-1         |
| 4-0        | Lazio Lubiam-Firs Ass.ME | n.d.        |
| 2-2        | Gamma 3-Falchi Astro     | 0-1         |

| andata      | 3ª giornata           | ritorno     |
| 24 mar 1974 |                       | 23 giu 1974 |
| 0-2         | Lombarda-Lazio Lubiam | 3-1         |
| 1-3         | Firs ME-Valdobbiadene | 0-2*        |
| 1-1         | MG Pordenone-Gamma 3  | 0-2         |
| 3-1         | Falchi A.-Sisal PC    | 2-1         |
| 0-0         | Eurovox BO-Juventus   | 2-2         |
| 2-0         | Alaska LE-Cagliari    | 0-0         |

| andata      | 6ª giornata              | ritorno     |
| 14 apr 1974 |                          | 14 lug 1974 |
| 6-1         | Lazio Lubiam-Juventus    | 3-1         |
| 1-1         | Valdobbiadene-Lombarda   | 2-1         |
| 1-2         | Alaska LE-Falchi Astro   | 1-2         |
| 5-0         | MG Pordenone-Firs Ass.ME | n.d.        |
| 6-1         | Gamma 3 PD-Sisal PC      | 0-0         |
| 1-0         | Cagliari-Eurovox BO      | 0-3         |

| andata      | 9ª giornata            | ritorno     |
| 13 giu 1974 |                        | 29 set 1974 |
| rinv        | MG Pordenone-Sisal PC  | 1-1         |
| 2-3         | Juventus-Valdobbiadene | 2-1         |
| 1-1         | Lazio Lubiam-Cagliari  | 0-0         |
| 2-0         | Gamma 3 PD-Alaska LE   | 2-1         |
| rinv        | Lombarda-Firs Ass.ME   | n.d.        |
| 3-1         | Falchi Astro-Eurovox   | 2-1         |

Note e recuperi:
- 2-0* o 0-2* a tavolino per delibera del Giudice Sportivo;
- 19 marzo Gamma 3 Padova-Lombarda 3-2;
- 19 marzo Valdobbiadene-Cagliari 6-1;
- 25 aprile Firs Assicurazioni Messina-Alaska Lecce 1-2;
- 19 maggio Lombarda-Firs Assicurazioni Messina 4-0;
- 23 maggio MG Pordenone-Sisal Moquettes Piacenza 1-0;
- 23 maggio Firs Assicurazioni Messina-Gamma 3 Padova 1-1;
- 9 giugno Cagliari-Valdobbiadene 0-1;
- 15 settembre Juventus-Sisal Moquettes Piacenza 1-1;
- 15 settembre Lombarda-Alaska Lecce 1-3;
- 15 settembre MG Pordenone-Falchi Astro 1-4;
- 20 ottobre MG Pordenone-Alaska Lecce 2-0 per rinuncia.

## Verdetti finali
- La Falchi Astro è Campione d'Italia 1974.
- Cagliari e Assicurazioni Firs Messina (esclusa alla 5ª di ritorno per inadempienze finanziarie c.u. n.25) retrocedono in Interregionale.